# Poblado Cerro Blanco
Poblado Cerro Blanco är en ort i Mexiko.   Den ligger i kommunen Caborca och delstaten Sonora, i den nordvästra delen av landet, 1 900 km nordväst om huvudstaden Mexico City. Poblado Cerro Blanco ligger 54 meter över havet och antalet invånare är 308.
Terrängen runt Poblado Cerro Blanco är platt, och sluttar västerut. Runt Poblado Cerro Blanco är det mycket glesbefolkat, med 6 invånare per kvadratkilometer. Närmaste större samhälle är Plutarco Elías Calles, 14,2 km öster om Poblado Cerro Blanco. Omgivningarna runt Poblado Cerro Blanco är i huvudsak ett öppet busklandskap.